# Предупреждение (фильм, 1981)
«Предупреждение» (болг. Предупреждението, нем. Die Mahnung) — политический двухсерийный художественный фильм совместного производства Болгарии, ГДР и СССР, снятый в 1981 году.
Премьера фильма состоялась: 11 октября 1982 (София), 22 октября 1982 (Берлин).

## Сюжет
Действие происходит в 1932—1932 гг. Фильм прослеживает нелегальную международную деятельность Георгия Димитрова в начале 1930-х гг. и его защиту на Лейпцигском процессе по обвинению в поджоге Рейхстага — парламента Германии. Сделан опыт раскрытия механизма действия диктаторских режимов, независимо когда и где появляются.

## В ролях
- Петр Гюров[болг.] — Георги Димитров
- Невена Коканова — Любица Ивошевич
- Асен Кисимов — Дюкло
- Борис Луканов — Васил Коларов
- Асен Димитров — Маринус ван дер Любе
- Добромир Манев — Благой Попов
- Александър Лилов — Васил Танев
- Аня Пенчева — Магдалена
- Вельо Горанов
- Ана Делибашева
- Ральф Бётнер